# Don Carmody

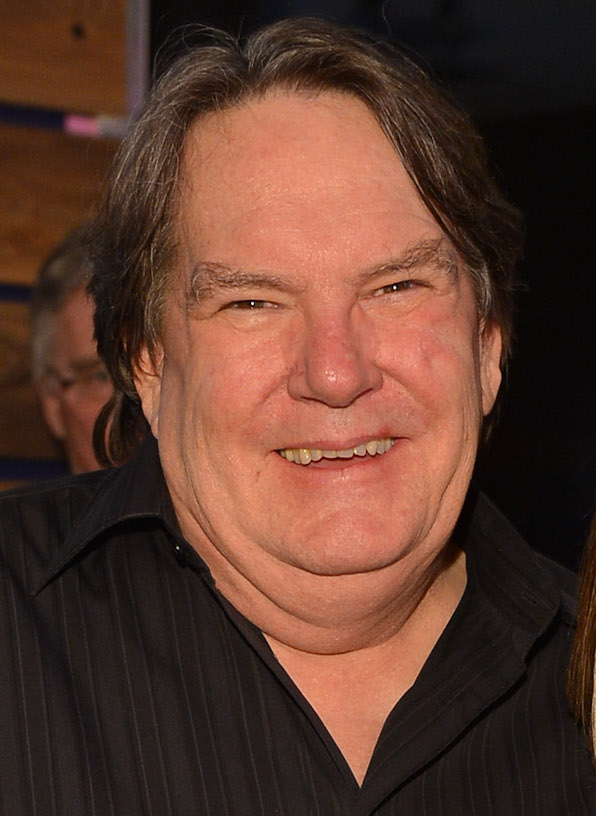
Don Carmody 2013

Don Carmody (* 16. April 1951 in Providence, Rhode Island) ist ein US-amerikanisch-kanadischer Filmproduzent.

## Leben und Leistungen
Carmody wurde im April 1951 in den Providence, Rhode Island, geboren. Seine Eltern zogen in die kanadische Stadt Montreal als er noch ein Kleinkind war. Er besitzt die US-amerikanische und kanadische Staatsbürgerschaft und spricht Englisch und Französisch. Zwischen 1968 und 1972 besuchte er die Loyola University, nun  Concordia University. Von 1974 bis 1976 wurde er an der McGill University zum Bachelor of Laws ausgebildet. Er war in Montreal von 1973 bis 1975 Vizepräsident von Cinepix Inc., nun Lions Gate Films. 1980 gründete er seine weltweite Filmproduktionsgesellschaft Don Carmody Productions Inc. Er ist auch als Produktionsleiter, Schauspieler, Drehbuchautor und Regisseur tätig und lebt in Toronto und Los Angeles.
1996 wurde Carmody für The Late Shift beim Emmy nominiert. Im selben Jahr gewann er den Golden Reel Award beim Genie Award für Vernetzt – Johnny Mnemonic. 2005 erhielt er diesen Preis für Resident Evil: Apocalypse.
Seit Anfang der 1970er Jahre war er bisher an mehr als 110 Filmen als Produzent oder ausführender Produzent beteiligt. Er war Koproduzent des sechsfach Oscar-prämierten Musical-Filmdramas Chicago (2002) von Regisseur Rob Marshall mit Renée Zellweger, Catherine Zeta-Jones und Richard Gere in den Hauptrollen.

## Filmografie (Auswahl)
Co-Producer
- 1975: Parasiten-Mörder (Shivers)
- 1977: Rabid – Der brüllende Tod (Rabid)
- 1982: Das Idol (Split Image)
- 1987: Chicago Blues (The Big Town)
- 1998: The Mighty – Gemeinsam sind sie stark (The Mighty)
- 2000: Keine halben Sachen (The Whole Nine Yards)
- 2002: Chicago
- 2014: Love, Rosie – Für immer vielleicht (Love, Rosie)

(Co-)Executive Producer
- 1978: Die Bestien (Blackout)
- 1981: Yesterday
- 1981: The Hot Touch
- 1982: Hard Feelings
- 1997: Sterben und erben (Critical Care)
- 1998: Senseless
- 1998: Studio 54 (54)
- 1999: Der blutige Pfad Gottes (The Boondock Saints)
- 2000: The Art of War
- 2000: Get Carter – Die Wahrheit tut weh (Get Carter)
- 2001: Das Versprechen (The Pledge)
- 2001: Driven
- 2001: Angel Eyes
- 2001: Heist – Der letzte Coup (Heist)
- 2002: City by the Sea
- 2003: Wrong Turn
- 2003: Gothika
- 2006: Lucky Number Slevin
- 2015: He Hated Pigeons

Producer
- 1981: Tulips
- 1981: Porky’s
- 1981: Strange But True
- 1983: Spacehunter – Jäger im All (Spacehunter: Adventures in the Forbidden Zone)
- 1983: Porky’s II – Der Tag danach (Porky’s II: The Next Day)
- 1984: Schizophrenia
- 1985: Hot Water
- 1986: Vindicator
- 1986: Sommerferien – Total verrückt (Meatballs III: Summer Job)
- 1991: Chuck Norris – Hitman (The Hitman)
- 1992: Sidekicks
- 1995: Vernetzt – Johnny Mnemonic (Johnny Mnemonic)
- 1996: The Late Shift (Fernsehfilm)
- 2004: Resident Evil: Apocalypse
- 2006: Silent Hill
- 2009: Polytechnique
- 2010: Die! – Ein Spiel auf Leben und Tod (Die)
- 2010: Resident Evil: Afterlife
- 2011: Goon – Kein Film für Pussies (Goon)
- 2012: Resident Evil: Retribution
- 2013: Chroniken der Unterwelt – City of Bones (The Mortal Instruments: City of Bones)
- 2014: Pompeii (Pompeii)
- 2015: After the Ball
- 2016: Wait Till Helen Comes
- 2017: Tulipani: Love, Honour and a Bicycle
- 2017: Tokyo Trial

Supervising Producer
- 1989: Cannonball Fieber – Auf dem Highway geht’s erst richtig los (Speed Zone!)